# Domein van Tilt

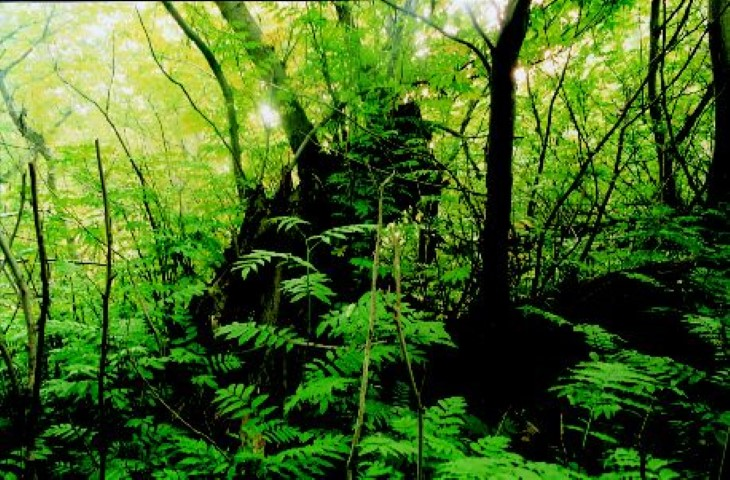
Domein van Tilt

Het Domein van Tilt is een kasteeldomein in de tot de Vlaams-Brabantse gemeente Holsbeek behorende plaats Attenhoven, gelegen aan Langeveld 93-95.

## Geschiedenis
Einde 18e eeuw was hier de Cense du Grand Collège, een omgrachte hoeve die eigendom was van het Groot College van de Heilige Geest te Leuven. Dit omvatte ook een maison de plaisance. Het sloot aan bij het Gasthuisbos in de vallei van de Winge.
Omstreeks 1830 was het goed eigendom van de weduwe van Jacques Van Tilt, die brouwer was te Leuven. In de loop van de 19e eeuw verwierf de toenmalige eigenaar ook de naastgelegen gronden van het voormalige Kasteel van Attenhoven dat omstreeks 1800 was afgebroken.
Na 1868 vonden er aanzienlijke werkzaamheden plaats. In 1873 werd de voormalige collegehoeve gesloopt. In 1883 werd het buitenhuis vergroot en voortaan als kasteel omschreven. Ook werd er een Engelse tuin aangelegd die zeker in 1903 al gereed was.
In 1914 werd het kasteel door de Duitse bezetter in brand gestoken. In 1921 werd een nieuw kasteel gebouwd in Lodewijkstijlen en aldus ontstond een hernieuwd Château d’Attenhoven. Dit alles geschiedde in opdracht van Louis Van Tilt.
Uiteindelijk bleef een park van 22 ha bewaard, uitgevoerd in Engelse landschapsstijl. Daarnaast zijn er enkele dienstgebouwen waaronder een watertoren, bruggetjes en dergelijke.